# Diron nonacarbonyl
Diron nonacarbonyl (đi-i-ron no-na-cac-bon-nyl) là một hợp chất vô cơ có công thức hóa học Fe2(CO)9 hay {\displaystyle {\ce {Fe2C9O9}}}. Đây là một thuốc thử quan trọng trong hóa học cơ kim và sử dụng thường xuyên trong tổng hợp hữu cơ. Nó là một nguồn phản ứng Fe(0) phản ứng mạnh hơn {\displaystyle {\ce {Fe(CO)5}}} và ít nguy hiểm hơn để xử lý vì nó không dễ bay hơi. Chất rắn màu cam này hầu như không hòa tan trong tất cả các dung môi thông thường.

## Điều chế
Diron nonacacbonyl được điều chế từ sắt pentacarbonyl theo mô hình sau:
| 2{\displaystyle {\ce {->}}}+ |
| ---------------------------- |

Phản ứng cần được thực hiện dưới tia UV hoặc hòa tan Fe(CO)5 trong dung dịch acid acetic.